# Mineralokortikoid

Az aldoszteron szerkezeti képlete

A fludrokortizon szerkezeti képlete

A mineralokortikoid hormonok olyan szteroid hormonok, melyek a gerincesek só- és vízháztartását szabályozzák. A szervezet nátrium- és víztartalmát növelik, kálium- és hidrogénion-tartalmát csökkentik.
Huszonegy szénatom számú molekulák, ún. C21-szteroidok. A legjelentősebb természetes mineralokortikoidot, az aldoszteront a mellékvesekéreg zona glomerulosa rétege termeli.

## Mineralokortikoid hatású vegyületek
- Aldoszteron: A leghatékonyabb és a legnagyobb mennyiségben termelődő mineralokortikoid.
- 11-dezoxikortikoszteron (DOC): Hormonhatása jelentéktelen. Nagy része a szintézist követően továbbalakul aldoszteronná.
- A glükokortikoidok (kortizol, kortikoszteron) is rendelkezhetnek mineralokortikoid hatással.
- Szintetikus készítmények: Hatékony szer a fludrokortizon és a dezoxikortikoszteron-acetát, míg a prednizon, a prednizolon és a metilprednizolon mineralokortikoid jellegű hatása gyenge.

## A mineralokortikoidok humán élettani vonatkozásai

### Az aldoszteron szintézise

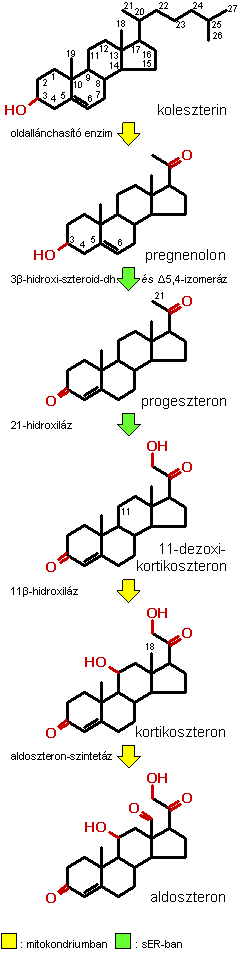
Az aldoszteron szintézise a zona glomerulosa sejtekben

Az aldoszteron-szintézis szabályozását lásd lejjebb, a megfelelő fejezetben!
Az aldoszteront a mellékvesekéreg zona glomerulosa sejtjei termelik. Naponta 50–250 μg aldoszteron képződik. A hormon koncentrációja a vérplazmában 20–150 μg/dm³.
Az aldoszteron szintézise a koleszterin átalakulásával kezdődik, tehát szükség van e molekula nagy mennyiségére a sejtben. A koleszterin fő forrása az LDL (low-density lipoprotein), de keletkezhet magában a zona glomerulosa sejtben is (de novo szintézis). Az LDL a sejt plazmamembránjának LDL-receptorához kötődik, s ennek következtében endocitózis történik. A létrejött endocitotikus vezikulummal lizoszómák fuzionálnak, majd az utóbbiból származó észteráz enzimek felszabadítják a koleszterint a lipoproteinből. A koleszterint a sejt koleszterin-észterek formájában raktározza, melyek lipidcseppeket alkotnak a citoplazmában.
1. A koleszterin bejut a mitokondrium mátrixába. A folyamathoz nélkülözhetetlen a StAR protein (szteroidgenezist akutan reguláló fehérje).
2. A koleszterin pregnenolonná alakul. A folyamatot az oldallánchasító enzim (koleszterin-dezmoláz, 20,22-dezmoláz) katalizálja, mely a mitokondriumok mátrixában található.
3. A pregnenolon a mitokondriumokból a sima felszínű endoplazmatikus retikulumokba (sER) jut.
4. A pregnenolon progeszteronná alakul. A katalizáló két enzim neve 3β-hidroxiszteroid-dehidrogenáz és Δ5,4-izomeráz.
5. A progeszteron 11-dezoxikortikoszteronná (DOC) alakul a 21-hidroxiláz közreműködésével.
6. A dezoxikortikoszteron a sER-okból a mitokondriumokba kerül.
7. A dezoxikortikoszteron kortikoszteronná alakul. A reakciót a 11β-hidroxiláz katalizálja, mely a mitokondrium mátrixában található.
8. A kortikoszteronból végül aldoszteron szintetizálódik, az aldoszteron-szintetáz (multifunkcionális 11β-hidroxiláz) segítségével.

A sejtekben a hormon nem raktározódik, a szintézist követően kidiffundál a mellékvesekéreg szinuszoid kapillárisainak vérébe. Az aldoszteront a vérplazmában albumin köti és szállítja a célsejtekhez. (Ha a hormon nem kötődne szállítófehérjéhez, kis méretéből adódóan hamar kiválasztódna a vesében, és a vizelettel eltávozna a szervezetből – anélkül, hogy hatását kifejtette volna.)
Az oldallánchasító enzim (2.), a 21-hidroxiláz (5.), a 11β-hidroxiláz (7.) és az aldoszteron-szintetáz (8.) a citokróm P-450 enzimcsaládba tartoznak.

#### Az aldoszteron-szintézis gátlószerei
Az alábbi gyógyszerek gátolják az aldoszteron szintézisét:
- aminoglutetimid: az oldallánchasító enzimet gátolja
- ketokonazol: nagy koncentrációban gátolja az oldallánchasító enzimet; (kisebb mennyiségben gombás fertőzések kezelésére használják)
- trilosztán: a 3β-hidroxiszteroid-dehidrogenázt gátolja
- spironolakton: nagy koncentrációban gátolja a 21-hidroxiláz és a 11β-hidroxiláz enzimet; (kisebb koncentrációban csupán a mineralokortikoid-receptor antagonistája)
- metirapon: a 11β-hidroxilázt gátolja
- mitotán: citotoxikus szer, mely elpusztítja a mellékvesekéreg hormontermelő sejtjeit
- heparinok nagy dózisban szintén gátolhatják az aldoszteron-szintézist

### A mineralokortikoidok hatásai
A mineralokortikoidok olyan hámsejtek ionegyensúly-szabályozó működését serkentik, melyek nátriumiont abszorbeálnak, illetve káliumiont és hidrogéniont szekretálnak. A nátriumion visszaszívásának következtében jelentős mértékű vízvisszaszívás és kloridion-visszaszívás is történik.
A hormonok célsejtjei:
- A vese gyűjtőcsatornák, valamint a disztális kanyarulatos csatornák sejtjei.
- A vastagbélhám sejtjei.
- A verejtékmirigyek sejtjei.
- A nyálmirigyek kivezetőcsöveinek sejtjei.

A hormonok a hippokampusz neuronjaira hatva növelik a sóétvágyat. A dezoxikortikoszteronnak szorongásoldó és narkotikus hatása is ismert. Mineralokortikoid-receptorokat írtak le még érendotélium-sejtekben és érfal-simaizomsejtekben, szívizomsejtekben és a szív fibroblasztjaiban valamint zsírsejtekben is. A mineralokortikoidok ezen sejtekre gyakorolt élettani hatása viszont még alig ismert.

#### A mineralokortikoid-receptor

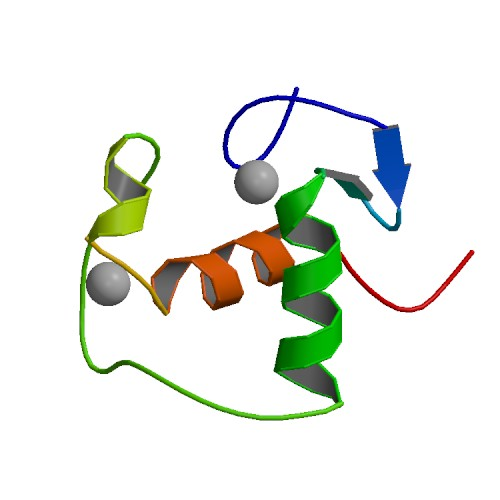
A mineralokortikoid-receptor szerkezete

A mineralokortikoidok a célsejtekben a génátírást szabályozzák. A mineralokortikoid-receptor (aldoszteron-receptor, I. típusú glukokortikoid-receptor) a nukleáris receptor szupercsalád (szteroidreceptor szupercsalád) tagja, és mint ilyen, intracelluláris elhelyezkedésű. A sejtmagban található DNS molekulákat kötni képes, működése szerint specifikus transzkripciós faktor.
A mineralokortikoid bediffundál a célsejtbe, és kötődik a citoplazmában található aldoszteron-receptorhoz. Ennek hatására a receptorról leválnak az őt mindezidáig inaktív állapotban tartó hősokk-fehérjék, majd a receptor a sejtmagba kerül. A magban két mineralokortikoid-receptor homodimerré kapcsolódik össze, és a dimer a megfelelő DNS-régiókhoz kötődve szabályozza bizonyos gének átíródását.
A mineralokortikoid-receptor azonos affinitással képes kötni az aldoszteront és a glukokortikoidokat, de az aldoszteron legtöbb célsejtjében megtalálható enzim (11β-hidroxiszteroid-dehidrogenáz) nagy sebességgel inaktiválja a glukokortikoidokat, így azok nem képesek hatásukat kifejteni. (A kortizolból kortizon, a kortikoszteronból 11-dehidrokortikoszteron keletkezik.) A jelenség neve prereceptor specificitás. A verejtékmirigyekben nincs jelen ez az enzim, ezért itt egyaránt hatnak a mineralo- és glukokortikoid hormonok (nincs prereceptor specificitás).
Fontos megjegyezni, hogy a mineralokortikoidok nem csak az aldoszteron-receptor közvetítésével fejtik ki élettani hatásukat a célsejtekben – az ún. korai hatások nem az itt részletezett módon fejlődnek ki.

##### A mineralokortikoid-receptor gátlószerei

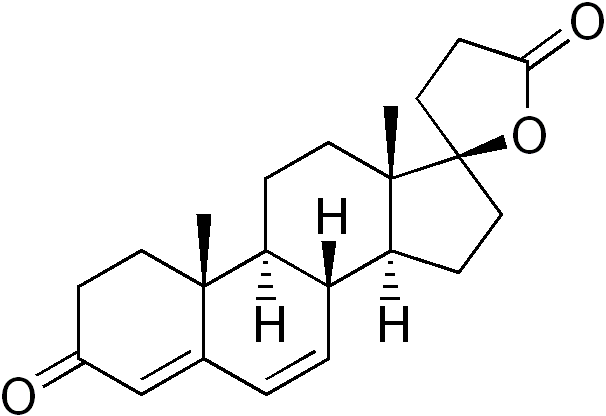
A kanrenon szerkezeti képlete

A mineralokortikoid-receptor kapcsolódását a hormonnal kompetitív módon gátolják a következő – gyógyszerként használt – vegyületek:
- spironolakton,
- kanrenon,
- kálium-kanrenonát: mindhárom gyógyszer aktív formája/metabolitja a kanrenon, mely más szteroidreceptorokra is hatással van;
- eplerenon: szelektíven csak az aldoszteron-receptort gátolja;
- drospirenon: elsősorban progeszteron-antagonista.

Ezek a szerek meggátolják a mineralokortikoidokat abban, hogy kifejtsék biológiai hatásukat. Diuretikumként (vízhajtóként) alkalmazzák őket.

#### A mineralokortikoid-hatás következményei
A mineralokortikoidok hatása két fázisban fejlődik ki. A korai hatás során ioncsatornák és ionpumpák aktiválódnak. (Ennek mikéntje még nem igazán ismert.) A késői hatás több óra alatt fejlődik ki, és membrántranszport-fehérjék valamint mitokondriális enzimek szintéziséhez vezet.
1. A hámsejtekben fokozódik a nátriumion-reabszorpció, vagyis az ion visszaszívása a csatorna (vese gyűjtőcsatorna, vastagbél, mirigy kivezetőcsövek) lumenéből a vérplazmába. Ennek okai:
  - A hámsejtek apikális membránjában található Na+-csatornák konduktanciája (vezetőképessége) megnő. Ez az ionáram növekedésével jár: időegység alatt több Na+ áramlik a lumenből a sejtbe.
  - A hámsejtek bazolaterális membránjában található Na+-K+-pumpák száma megnő. Ez egyrészt a sejtbe került nagy mennyiségű nátriumion megfelelő továbbítását szolgálja a vérplazma felé, növelve annak Na+-koncentrációját; másrészt biztosítja az elektrokémiai grádiens fenntartását, mely a lumenből a sejtbe történő Na+-áramot okozza.
  - A citromsavciklus enzimeinek mennyisége megnő. Ennek hatására nagyobb mennyiségű ATP keletkezik, ami a megnövekedett számú Na+-K+-pumpa működését biztosítja.
  - A vese disztális kanyarulatos csatornáiban új Na+–Cl–-kotranszporterek is szintetizálódnak, melyek az apikális membránban helyezkednek el. Ezek nátrium- és kloridionokat szívnak vissza.
2. A vese gyűjtőcsatornáiban és a vastagbélben fokozódik a káliumion-szekréció, vagyis az ion áramlása a vérplazma felől a lumen felé. Ennek okai:
  - Az apikális membrán K+-csatornáinak konduktanciája megnő.
  - A bazolaterális membrán Na+-K+-pumpáinak száma megnő.
3. A vese gyűjtőcsatornák α típusú közbeékelt sejtjeinek hidrogénion-szekréciója fokozódik.
  - Az apikális membrán H+-pumpáinak száma megnő. A sejt hidrogéniont pumpál a gyűjtőcsatorna-folyadékba, minek következtében az savanyodik, pH-ja csökken. Ezzel együtt a vérplazma pH-ja megnő a sejtben képződött új bikarbonát hatására.
4. A vastagbél hámsejtjeinek hidrogénion-szekréciója is fokozódik.
  - Az apikális membrán Na+/H+-cserélő karrierjének működése fokozódik. A sejt (és rajta keresztül a vérplazma) hidrogéniont szekretál és nátriumiont abszorbeál.
5. A sóétvágy központi idegrendszeri hatásra fokozódik.

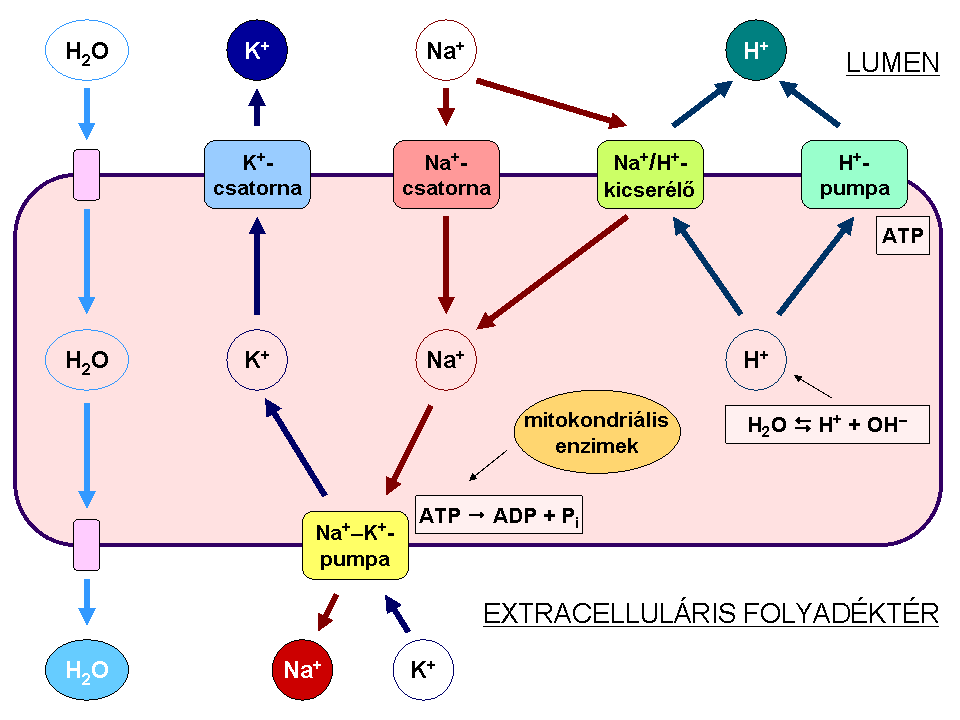
Az aldoszteron fontosabb hatásai egy fiktív hámsejten szemléltetve

|                                                                   | Hatás    | Normális mennyiség a vérplazmában |
| ----------------------------------------------------------------- | -------- | --------------------------------- |
| nátriumion                                                        | ↑        | 136 – 146 mmol/l                  |
| káliumion                                                         | ↓        | 3,5 – 5,1 mmol/l                  |
| hidrogénion                                                       | ↓ (pH ↑) | pH: 7,35 – 7,45                   |
| kloridion*                                                        | ↑        | 98 – 106 mmol/l                   |
| a szervezet teljes víztartalma*                                   | ↑        | testtömeg 60%-a                   |
| *: főként passzív változások, a nátriumionszint-változást követve |          |                                   |

### Az aldoszteron-szintézis szabályozása
|                        | Aldoszteron-szintézis | Az aldoszteron hatása |
| ---------------------- | --------------------- | --------------------- |
| Hyponatraemia [Na+] ↓  | fokozódik             | [Na+] ↑               |
| Hypernatraemia [Na+] ↑ | csökken               |                       |
| Hyperkalaemia [K+] ↑   | fokozódik             | [K+] ↓                |

|                | Aldoszteron-szintézis |
| -------------- | --------------------- |
| Angiotenzin II | fokozódik             |
| ANP            | csökken               |
| ACTH           | fokozódik             |

1. Hiponatrémia fokozza az aldoszteron-szintézist.
  - Ha a nátrium-klorid mennyisége csökken a vérben, a vesében képződött tubuláris folyadék NaCl-koncentrációja is alacsonyabb lesz. Ezt érzékelik a disztális kanyarulatos csatorna kezdeti szakaszán elhelyezkedő macula densa sejtek (valószínűleg a kloridion-koncentráció csökkenését), és a mezangiális sejteken keresztül stimulálják az afferens arteriola granuláris sejtjeinek renin szekrécióját és szintézisét. (Ez a rendszer az ún. juxtaglomeruláris apparátus.) 
 A renin egy fehérjebontó enzim. A vérplazmába kerülve reakcióba lép az angiotenzinogén nevű globulinnal, melyből angiotenzin I hasad le. Az angiotenzin I az érendotélsejtek felszínén található angiotenzinkonvertáló enzim (ACE) hatására tovább bomlik, s így angiotenzin II  (Ang II) oktapeptid keletkezik. Az angiotenzin II kötődik a zona glomerulosa sejtek felszínén található I. típusú angiotenzin receptorhoz (AT1). A kötődés hatására létrejövő jelátviteli folyamat eredményeként fokozódik az aldoszteron-szintézis. 
 (Ld. renin-angiotenzin rendszer)
  - Nátriumhiányban a zona glomerulosa sejtek érzékenyebbé válnak az angiotenzin II iránt: ugyanakkora Ang II-koncentráció jobban fokozza az aldoszteron-szintézist.
  - Hosszan tartó nátriumhiányban a zona glomerulosa hipertrofizál: a sejtekben megnő a sejtalkotók, enzimek száma, és így az aldoszteronszintézis is fokozódik.
2. Hipernatrémia csökkenti az aldoszteron-szintézist.
  - Csökken az angiotenzin II szintje, és nem stimulálja az aldoszteron-szintézist. (Ld. 1.)
  - Ha nő a vérplazma nátriumion mennyisége, ez az extracelluláris folyadék térfogatnövekedéséhez vezet. (Ozmotikus szabályozás; a szervezet vízzel hígítja a túl tömény oldatot.) Ez a szív pitvarainak disztenzióját eredményezi, ami a pitvari szívizomsejtek ANP (atrialis natriuretikus peptid) szekrécióját váltja ki. Az ANP csökkenti az aldoszteron-szintézist; egyrészt a zona glomerulosa sejteken közvetlenül hatva, másrészt közvetetten, a juxtaglomeruláris apparátuson hatva, a reninszekréciót csökkentve.
3. Hiperkalémia közvetlenül fokozza az aldoszteron-szintézist.
4. ACTH fokozza az aldoszteronszintézist.
  - Az adrenokortikotrop hormont (ACTH) az adenohipofízis termeli. Az ACTH a mellékvesekéreg mindhárom rétegében serkenti a hormontermelést, míg azonban a zona fasciculata és reticularis funkciójához nélkülözhetetlen a jelenléte (ACTH hiányában e rétegek elsorvadnak, és hormontermelésük elégtelenné válik), addig a zona glomerulosa sejtjei a hormon hiányában is megmaradnak, és nem alakul ki aldoszteronhiány. Az ACTH a zona glomerulosa-sejtek válaszreakcióját fokozza olyan helyzetekben, mint például nátriumhiány. (Ugyanakkor maga az ACTH is növeli az aldoszteron-szekréciót.)
5. Vénás pangás vagy vérvesztés fokozza az aldoszteronszintézist.
  - A fenti esetekben aktiválódik a szimpatikus idegrendszer, ami a renin–angiotenzin rendszert aktiválja. Az angiotenzin II szintje megnő, és serkenti a hormonszintézist.
6. Fekvő helyzetből történő felállás fokozza az aldoszteronszintézist.
  - Ebben az esetben is a renin–angiotenzin rendszer aktiválódása a szabályozó tényező.
7. Várandósság során fokozódik az aldoszteronszintézis.

### Az aldoszteron inaktiválása
A májban az aldoszteron tetrahidroaldoszteronná redukálódik, mely nem rendelkezik hormonhatással. A molekula szulfáttal vagy glukuronsavval konjugálódik, s így vízoldékonnyá válik, a vesében kiválasztásra kerül, végül a vizelettel ürül.

### A vér mineralokortikoid-szintjének kóros eltérései
Az aldoszteron koncentrációja a vérplazmában normálisan 20–150 μg/dm³.
A kórosan emelkedett hormonszintet hiperaldoszteronizmusnak (hyperaldosteronismus), a kórosan alacsony koncentrációt pedig hipoaldoszteronizmusnak (hypoaldosteronismus) nevezzük.
Mindkét eltérésnek megkülönböztetjük elsődleges (primer) és másodlagos (szekunder) formáját. Primer eltérés esetén az aldoszteronszekréció változásának oka a mellékvesekéregben keresendő. Ilyenkor a szabályozó rendszerek igyekeznek helyreállítani a hormonszintet. Szekunder elváltozás esetén maga a zona glomerulosa normálisan működik, a zavar a hormonszekréciót szabályozó rendszerekben (leginkább a renin–angiotenzin rendszerben) alakul ki.